# Erioptera (Tasiocerodes) persessilis
Erioptera (Tasiocerodes) persessilis is een tweevleugelige uit de familie steltmuggen (Limoniidae). De soort komt voor in het Palearctisch gebied.